# Tele Vox
Tele Vox fu una delle prime emittenti televisive di Torino, nata nel 1976.
Trasmetteva inizialmente sulle frequenze VHF, canale D. Negli anni ottanta, Tele Vox trasmise sulle frequenze UHF 28 e 29. 
I programmi erano soltanto sperimentali e ripetitivi; al monoscopio si alternavano vecchi film di guerra o della coppia Stan Laurel e Oliver Hardy. Molto spazio era dedicato al filo diretto con i telespettatori. Fra i conduttori più noti ai telespettatori si ricordano Fabrizio Chiti, Pier Giorgio Franzoso, Don Piero Ottaviano, Padre Reginaldo Frascisco e Matilde Di Pietrantonio.
L'emittente televisiva ha trasmesso fino al 1999.